# FMとやまニュース
『FMとやまニュース』（エフエムとやまニュース）は、富山エフエム放送（FMとやま）で放送されているスポットニュース番組である。
本項目では、タイトル差し替えなしで放送されている『JFNニュース』についても記載する。

## 概要
ワイド番組内に内包、または5分の独立した番組として放送されている。1985年4月1日の開局からはローカルニュースを『富山新聞ニュース』（偶数月）・『北陸中日新聞ニュース』（奇数月）として放送、全国ニュースを朝日新聞と読売新聞が交代で担当していた。ローカルニュースは2009年4月1日の放送より平日（月曜日 - 金曜日）のみ午前は富山新聞、午後は北陸中日新聞が各2回担当することに変更。それ以降、4月と10月を基点に両新聞のニュースは、午前と午後で入れ替わることになった。
なお、2018年に北陸中日新聞のニュース配信が終了に伴い、現在は富山新聞のニュースのみとなっている。
土曜日・日曜日は2009年4月以降、全ての時間帯でJFNニュースを放送しているが、日曜日が衆議院総選挙や参議院通常選挙の投票日の場合には、開票速報としてローカルニュース（FMとやまニュース）に差し替える場合がある。

## 放送時間
放送時間はいずれも2025年時点。
時刻が太字…『富山新聞ニュース』
☆…『JFNニュース』
★…年末年始は休止となる時間帯

### 平日
- 7:55 - 『Breakfast Show』内
- 8:20 - 『Breakfast Show』内
- 8:55☆ - 月曜 - 木曜は単独番組、金曜は『THE G.O.A.T.』内で放送。
- 11:55☆ - 月曜・火曜は『Otona no Radio Alexandria』内、水曜 - 金曜は単独番組として放送。
- 15:55☆ - 月曜 - 木曜は単独番組、金曜は『気ままプラン』内で放送。
- 17:25★ - 『ヨリミチトソラ』内（月曜 - 木曜、年末年始休止時は放送なし）、金曜は単独番組として放送（年末年始は放送なし）。
- 18:25★ - 『ヨリミチトソラ』内（月曜 - 木曜、年末年始休止時は放送なし）、金曜は単独番組として放送（年末年始は放送なし）。
- 19:55☆ - 『A・O・R』内（月曜 - 木曜）、金曜は単独番組として放送。
- 20:55☆
- 21:55（金曜）☆
- 24:55☆

### 土曜日
- 8:55☆
- 11:55☆
- 12:55☆
- 14:55☆
- 16:55☆
- 17:55☆
- 21:55☆
- 22:55☆

### 日曜日
- 8:55☆
- 11:55☆
- 12:55☆
- 14:55☆
- 16:55☆
- 17:55☆
- 20:55☆ - 『有吉弘行のSUNDAY NIGHT DREAMER』内
- 21:55☆
- 22:55☆